# Toto, de Tovenaar
Toto, de Tovenaar (Spaans: Magín el Mago) is het 12e stripalbum uit de reeks Paling en Ko van tekenaar Francisco Ibáñez. Het werd in 1974 in het Nederlands uitgebracht. De Spaanse versie verscheen eind 1971 na voorpublicatie in het stripblad Mortadelo (zoals de lange kale helft van het tweetal in het Spaans heet) van juni tot september 1971.

## Naamsverwarring
Als gevolg van een jarenlange naamsverwarring wordt de kale meestervermommer hier Ko genoemd en de korte met de twee haren (door zijn collega steevast met chef en u aangesproken) Paling.

## Verhaal
Toto de Tovenaar is een brandkastkraker en hypnotiseur. Paling en Ko moeten hem arresteren, maar ook zij ontkomen niet aan zijn hypnotiserende ogen. Dit leidt tot de volgende voorvallen;
- Paling en Ko worden in een kat en een muis veranderd; hun baas, de Superintendant, achtervolgt ze als hond.
- Zonnekleppen helpen niet tegen het hypnotiseren; de chef wordt via een spiegel in een trommel veranderd. De kale denkt in te grijpen door Toto met zijn eigen wapens  te verslaan, maar laat hem juist ontsnappen. Dit tot grote woede van Super.
- Super dreigt Paling en Ko aan de krokodil te voeren als ze Toto niet arresteren, en houdt woord wanneer ze hem onder hypnose aanvallen.
- Paling en Ko moeten voorkomen dat Toto de kluis van de spaarbank gaat opblazen; ze nemen een speurhond, maar ook deze laat zich hypnotiseren. Op het moment dat de hond weer zichzelf is wordt hij verkouden en achtervolgt hij de chef bij wie Toto een kat in diens hemd heeft gestopt. Wederom krijgt de kale met een boze Super te maken omdat de opdracht niet naar behoren is uitgevoerd.
- De geheime dienst heeft de schuilplaats van Toto ontdekt; Super stuurt Paling en Ko erheen nadat hij hen bij vergissing het kaartje met zijn eigen adres gaf. Toto vermomt zich als het spiegelbeeld van de chef en verandert hem in een tuinman die met een heggenschaar een politieagent aanvalt.
- Paling en Ko zien Toto wegvluchten met een gehypnotiseerde race-auto; ze hebben geen enkel vermoeden dat hij bij hen thuis is geweest in een vergeefse poging om met hen af te rekenen.
- Nadat ze een explosief pakje hebben ontvangen komen Paling en Ko eindelijk Toto tegen; de chef krijgt een pak rammel in plaats van te worden gehypnotiseerd. Vervolgens denken de agenten Toto op de hoek van de straat te zien en vallen ze hem van achteren aan; het blijkt Super die een zelfde voor een belangrijke afspraak eenzelfde kostuum (smoking, hoge hoed, mantel) had aangetrokken als de tovenaar.
- De kale heeft een gevechtsrobot gemaakt met het uiterlijk van een kapstok; Super maakt er ongewild kennis mee wanneer hij op het punt staat om het aanhoudende geblunder van zijn agenten lichamelijk af te straffen. Op weg naar Toto wordt deze bij een botsing met een gewone kapstok verwisseld waardoor Paling en Ko weer worden gehypnotiseerd. Als ze weer zichzelf zijn wordt ook de verwisseling stilletjes ongedaan gemaakt. Super achtervolgt de kale voor diens bewering dat de kapstok "volmaakt onschuldig" is.
- Eindelijk slagen Paling en Ko erin om Toto te vinden; ze zijn echter in worstelaars veranderd en leven zich vervolgens uit op Super die hen (alsnog) dreigt te slaan als ze hem niet losmaken.

## Tekenfilmbewerking
In de jaren 90 werd Toto, de Tovenaar bewerkt tot tekenfilmaflevering. Hierin heet de hypnotiseur Magin de Magiër en is het aantal hoofdstukken verminderd dan wel samengevoegd. RTL zond de Nederlandse versie in 1999-2000 uit, en ook hier was er sprake van een naamsverwarring.